# Cephalobares globiceps
Cephalobares globiceps är en spindelart som beskrevs av O. Pickard-Cambridge 1870. Cephalobares globiceps ingår i släktet Cephalobares och familjen klotspindlar.
Artens utbredningsområde är Sri Lanka. Inga underarter finns listade i Catalogue of Life.